# Pont-Saint-Vincent
Pont-Saint-Vincent – miejscowość i gmina we Francji, w regionie Grand Est, w departamencie Meurthe i Mozela.
Według danych na rok 1990 gminę zamieszkiwało 2069 osób, a gęstość zaludnienia wynosiła 311 osób/km² (wśród 2335 gmin Lotaryngii Pont-Saint-Vincent plasuje się na 206. miejscu pod względem liczby ludności, natomiast pod względem powierzchni na miejscu 863.).